# 尼尔·肯尼迪-科克伦-帕特里克
尼尔·肯尼迪-科克伦-帕特里克（英語：Neil Kennedy-Cochran-Patrick，1926年5月5日—1994年10月14日），英国男子帆船运动员。他曾代表英国参加1952年和1956年夏季奥林匹克运动会帆船比赛，其中1956年奥运会获得一枚银牌。